# Ernest Mouchez

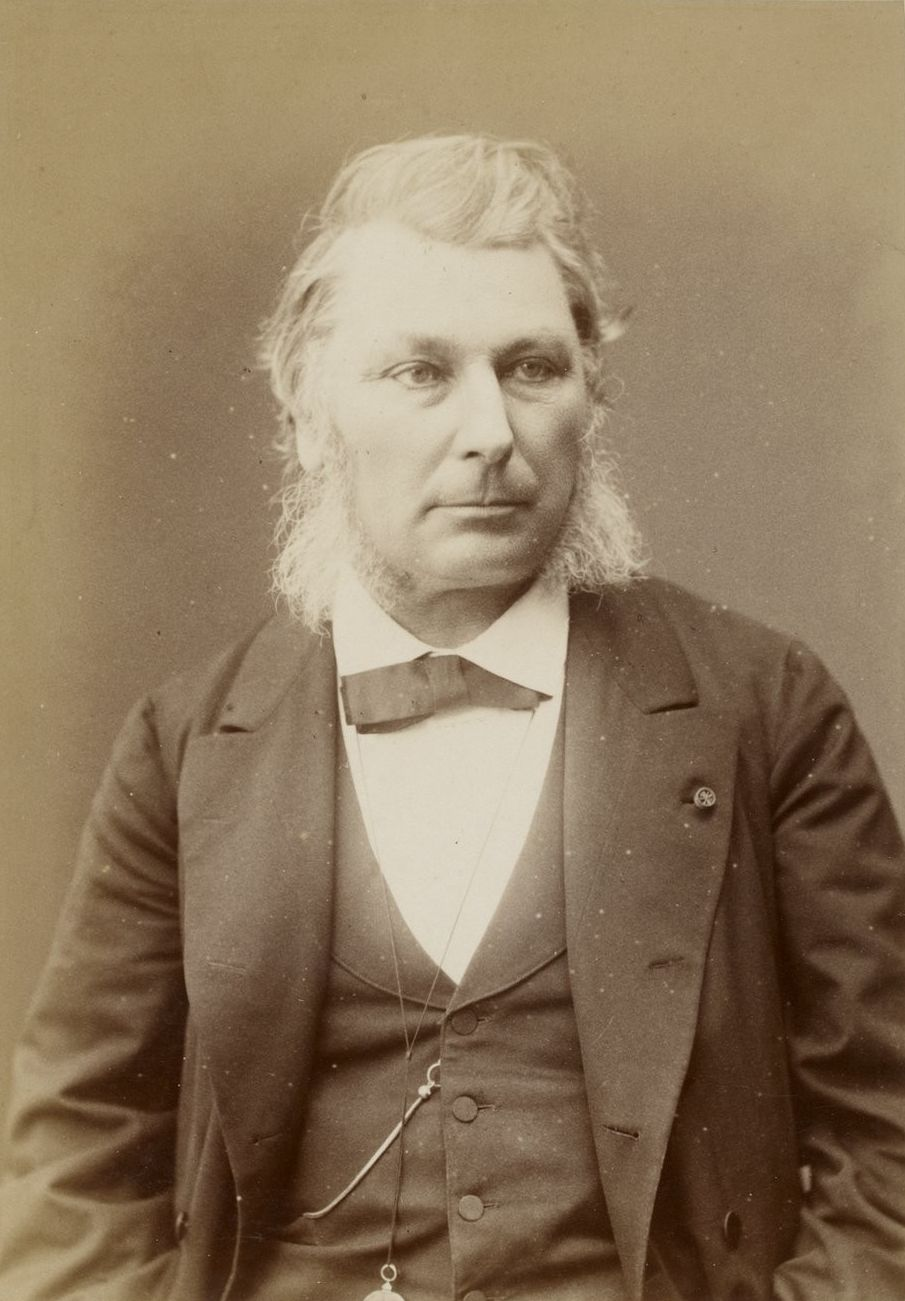
Amédée Mouchez

Ernest Amédée Barthélemy Mouchez  (* 24. August 1821 in Madrid; † 29. Juni 1892 in Wissous) war ein französischer Astronom, Geodät und Konteradmiral. Er war 1878 bis 1892 Direktor des Pariser Observatoriums.
Mouchez trat 1839 nach Besuch der École navale in die französische Marine ein, wurde 1848 Leutnant, 1867 Kapitän und 1878 Konteradmiral. Er war dort auf weltweiten Expeditionen mit hydrographischen und geodätischen Arbeiten beauftragt, unter anderem an den Küsten von Südamerika, Ozeanien, dem Indischen Ozean, China, den Antillen und Algerien. 1873 wurde er Mitglied des Bureau des Longitudes. 1874 leitete er die Beobachtung des Venustransits auf der Sankt-Paul-Insel (Französische Süd- und Antarktisgebiete) und zeichnete sich dabei aus. 
1887 initiierte er auf einer internationalen Konferenz in Paris ein Projekt zur photographischen Himmelskartierung (Carte du Ciel). Er organisierte in der Folge mehrere Konferenzen, um die Arbeit weltweit aufzuteilen und die gemeinsame Methode festzulegen.
1875 wurde er Mitglied der Académie des sciences und Kommandeur der Ehrenlegion.
Ein Mondkrater (Mouchez (Mondkrater)) und eine Straße am Parc Montsouris in Paris (wo er ein Lehr-Observatorium für Marineoffiziere initiierte) sind nach ihm benannt. 